# Аляскинская трасса
Аляскинская трасса (также шоссе Аляска — Канада; англ. Alaska Highway) построена во время Второй мировой войны, связывает Досон-Крик в канадской провинции Британская Колумбия и Делта-Джанкшен на Аляске. Строительство было завершено в 1943 году. Длина трассы составляла 2237 км. Неофициально Аляскинская трасса считается частью Панамериканского шоссе, которое проходит через Северную и Южную Америку и заканчивается на юге Аргентины. Длина трассы с тех пор изменялась из-за неоднократных изменений маршрута на её канадской части. На северной и южной оконечностях трассы установлены памятные знаки.

## Строительство

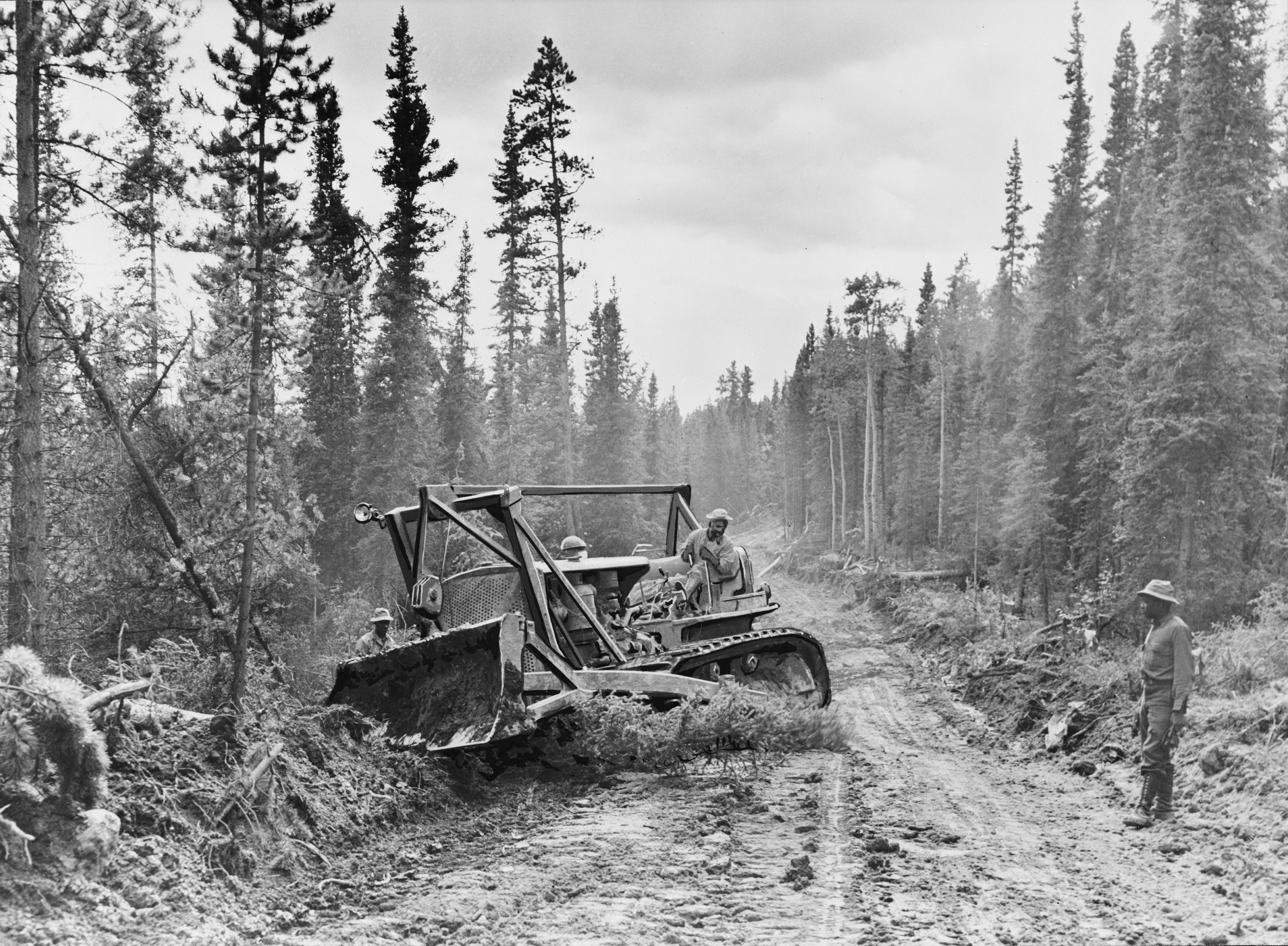
Строительство трассы в 1942 году

Первоначально существовало мнение о ненужности трассы, поскольку она связывала малонаселённые территории и проходила по малолюдным местам. Но развёртывание военных действий на Тихоокеанском театре после вступления Соединённых Штатов Америки во Вторую мировую войну привело к одобрению в феврале 1942 года конгрессом и президентом Ф. Д. Рузвельтом проекта строительства трассы. Трудный маршрут был выбран из-за необходимости поставок Советскому Союзу по ленд-лизу самолётов, перегонявшихся по маршруту Аляска — Чукотка (трасса Алсиб). Трасса строилась американскими военными строителями.
Хотя строительство было закончено в октябре 1942 года, трасса не была пригодна для движения транспорта до 1943 года. Даже позднее имелось много плохо выровненных участков, участков с плохим покрытием и недостаточно огороженных. В течение 1942 года понтонные мосты заменялись на временные бревенчатые, стальные же мосты устанавливались только там, где без них было не обойтись. Большие трудности были также связаны с таянием слоя вечной мерзлоты под дорогой. Было преодолено пять горных перевалов, построено 133 моста длиной более 6 метров.

## Маршрут

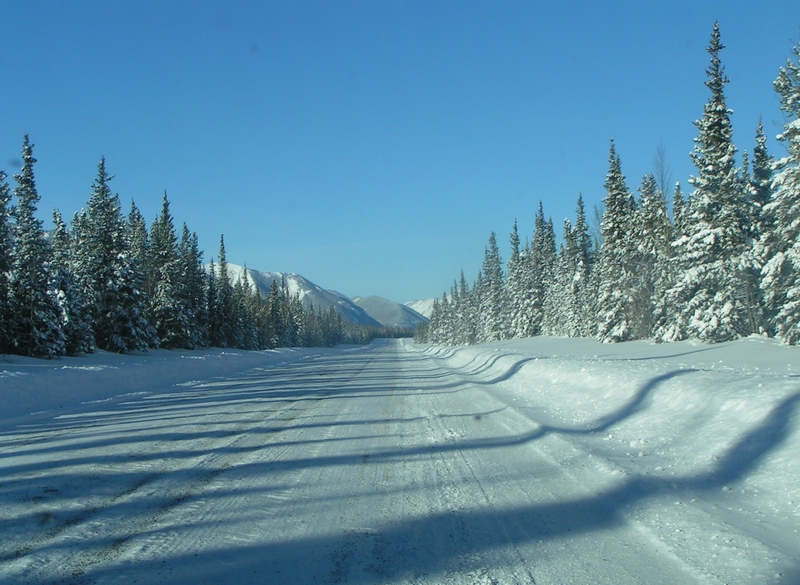
Аляскинская трасса на участке между населёнными пунктами Форт Нельсон и Уотсон Лейк (Канада)

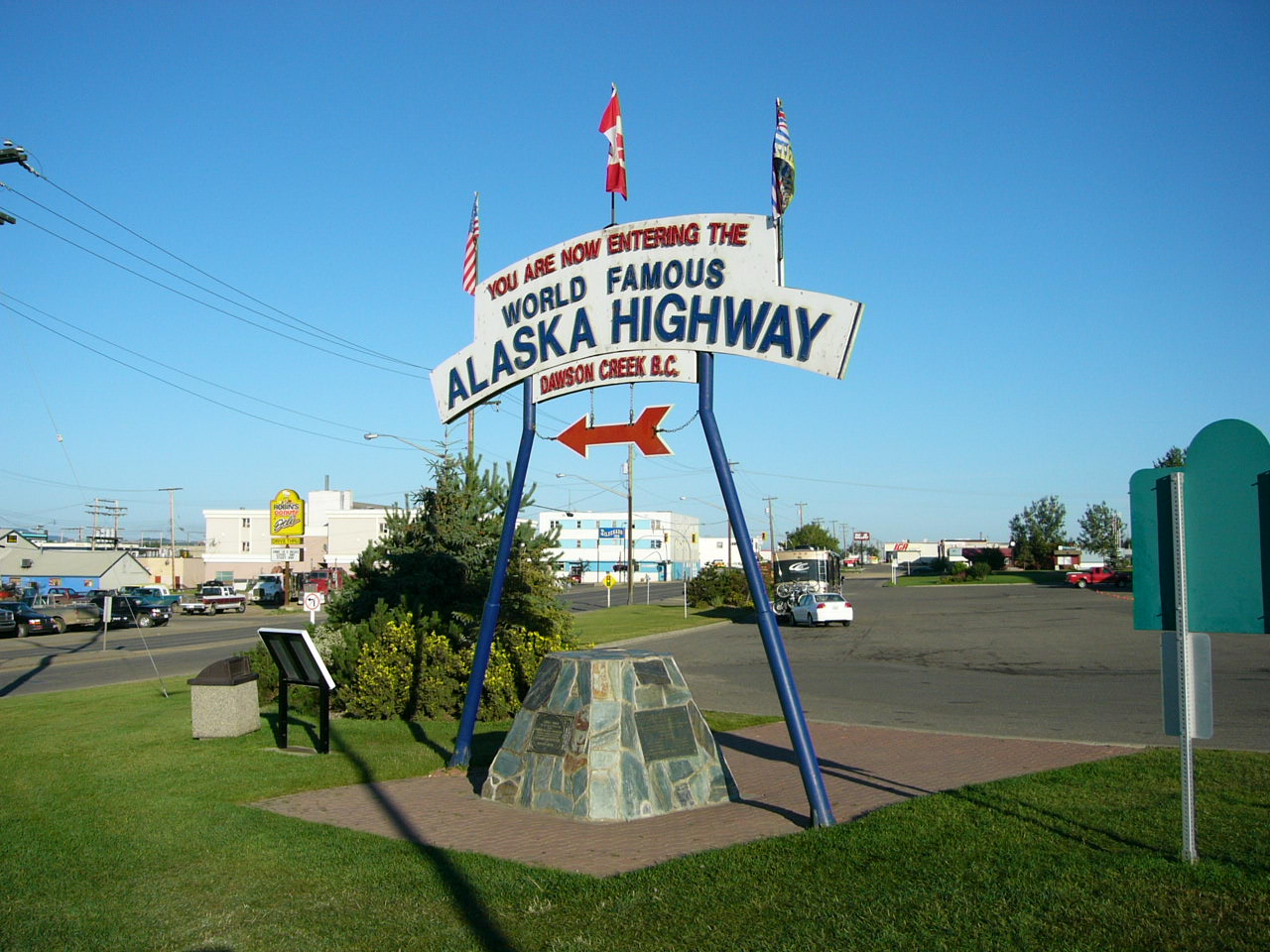
Начальная точка дороги, Досон-Крик (Британская Колумбия, Канада)

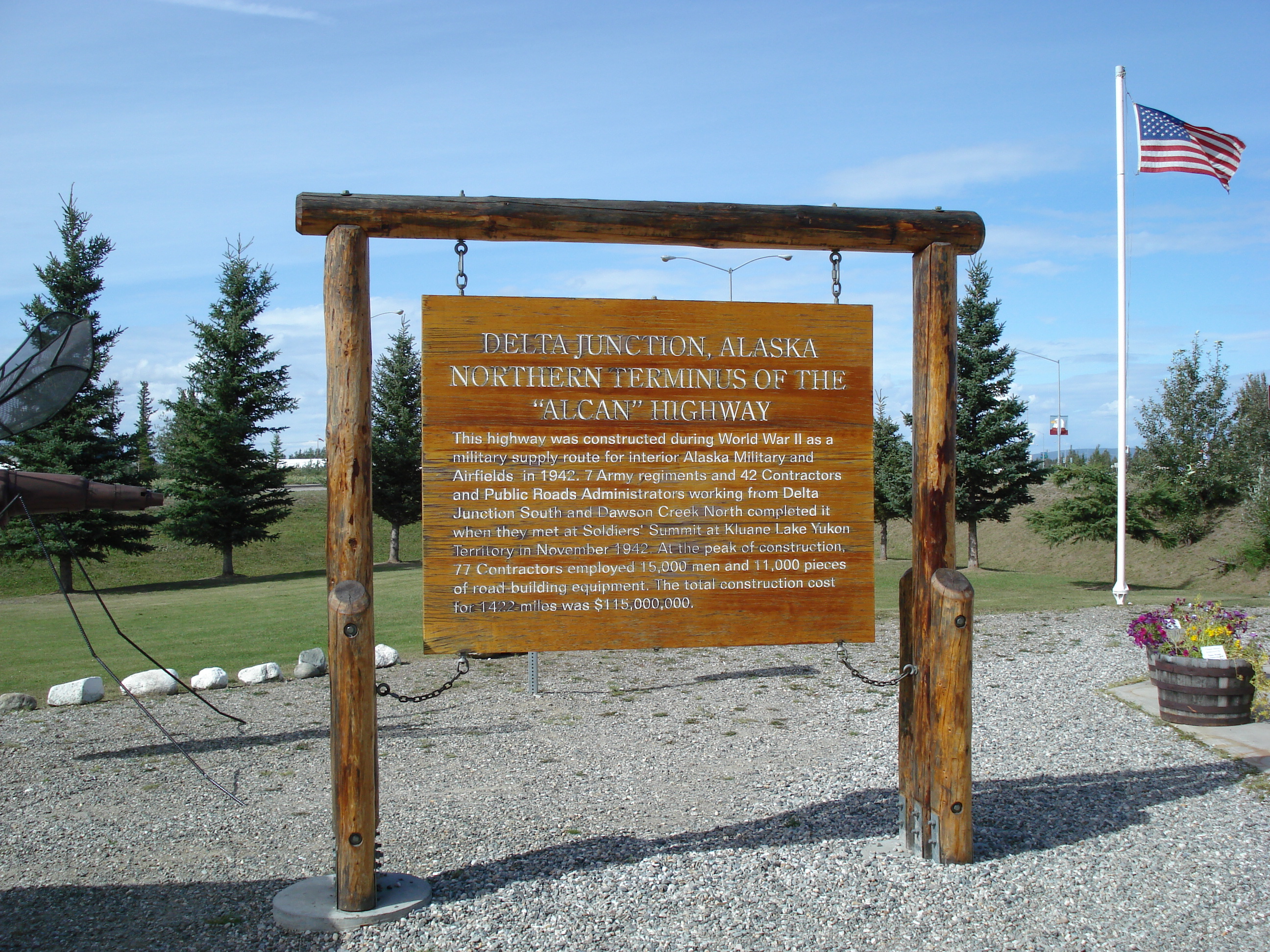
Конечная точка дороги, Делта-Джанкшен (Аляска, США)

Первоначальный вариант трассы длиной 2700 км от Досон Крик до Делта-Джанкшен был закончен в 1942 году. Трасса шла сначала на северо-запад, затем на север от Досон Крик к Форт Нельсон. В октябре 1957 года обрушился подвесной мост через реку Мирная южнее Форт Сент Джон. Новый мост был построен через несколько лет. От Форт Нельсон дорога поворачивала на запад и пересекала Скалистые горы, после чего поворачивала на запад у реки Угольной. Трасса пересекала границу Юкона и Британской Колумбии девять раз на участке от 590-й мили до 773-й мили, в том числе шесть раз от 590-й мили до 596-й мили. После прохождения южной оконечности озера Клуэйн, она поворачивала на север-северо-запад к границе с Аляской, затем на северо-запад к окончанию в Делта-Джанкшен. Послевоенная перестройка трассы удлинила её всего на несколько километров.

## Аляскинская трасса после Второй мировой войны
Соглашение между Канадой и Соединёнными Штатами Америки предусматривало, что канадская часть трассы будет передана Канаде через шесть месяцев после окончания войны, что и произошло в апреле 1946 года. На Аляскинскую часть трассы было уложено твердое покрытие (в основном асфальтовое) в 1960-х гг. Правительство Британской Колумбии владело первыми 82,6 милями (139,6 км) трассы, и эта часть дороги была единственной частью дороги в Канаде, заасфальтированной в конце 1960-х и 1970-х. Public Works Canada владела дорогой от 82,6-й мили до Исторической Мили 630. Правительство Юкона владело дорогой от Исторической Мили 630 до Исторической Мили 1016 и управляло оставшейся частью дороги до границы с США на Исторической Миле 1221. Канадская часть дороги была в основном гравийной даже в 1981 г., однако в настоящее время трасса заасфальтирована полностью. Штат Аляска владеет участком трассы на своей территории, с 1221-й Исторической мили по 1422-ю милю. Изменение маршрута на канадской части трассы сократило её на 56 км. Некоторые старые участки сейчас используются как местные дороги, другие заброшены. В Канаде трасса переведена на километровую разметку.

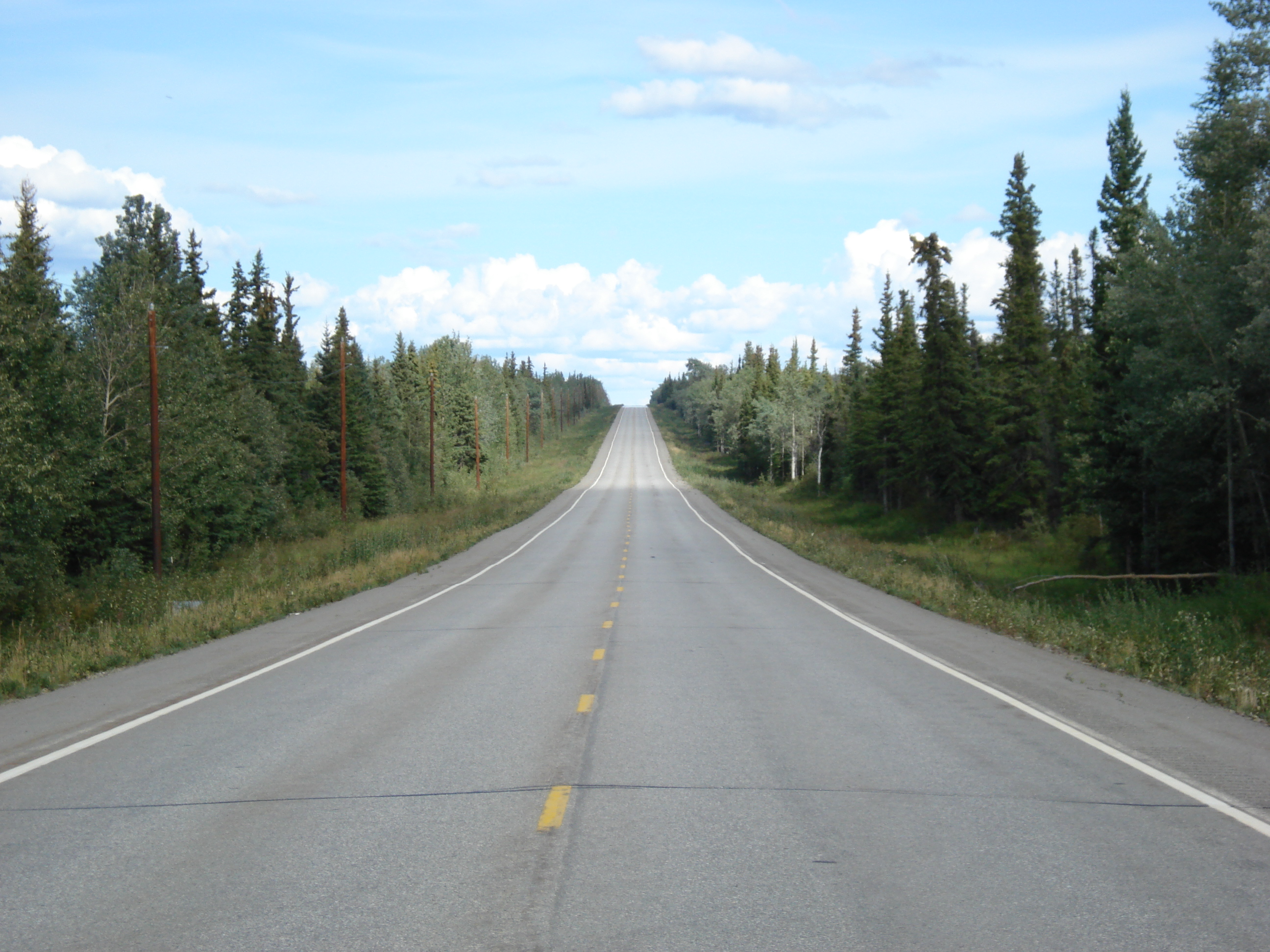
Вид шоссе на 1337 миле

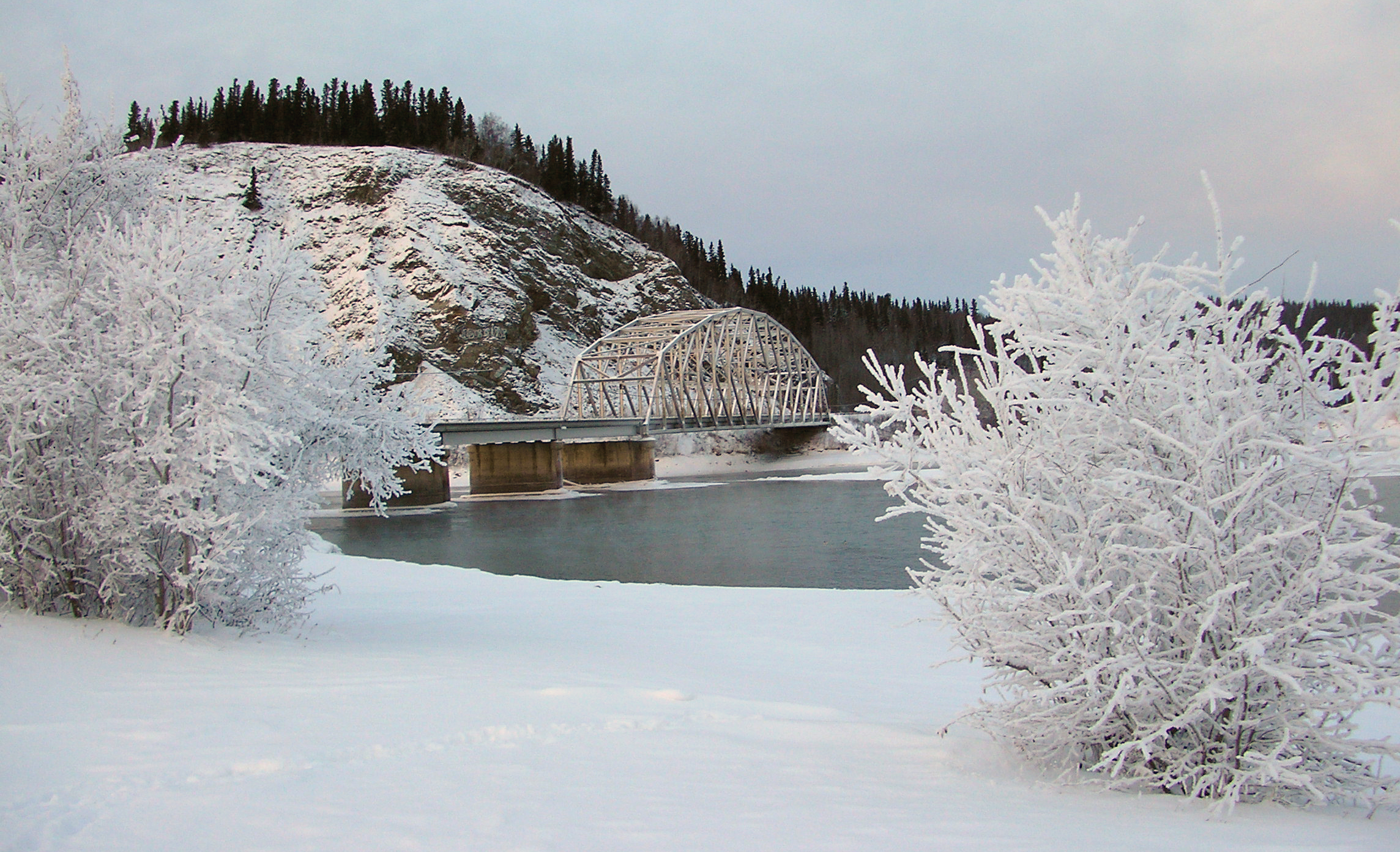
Мост над рекой Танана

## Маркировка трассы
Канадская секция дороги с 1947 по 1978 год была размечена столбами с указанием числа миль по состоянию трассы на 1947 год. За эти годы реконструкция устойчиво сокращала расстояние между некоторыми из тех столбов с указанием числа миль. В 1978 году на шоссе были установлены метрические знаки, столбы с указанием числа миль были заменены столбами с указанием расстояния в километрах в приблизительных местоположениях исторического расстояния равной ценности, например, 1000 км был отправлен приблизительно, где была историческая 621 миля. Реконструкция продолжает сокращать шоссе и в 1990 году километровые столбы с интервалом два километра были перенумерованы на секции дороги, проходящей по Британской Колумбии, чтобы отразить современные расстояния. Эта секция шоссе после 1990 года стала ещё короче после дальнейших спрямлений трассы. Старые километровые столбы, основанные на исторических милях, остаются на шоссе от пункта вокруг озера Клуэйн до границы с Аляской. Секция Британской Колумбии и Юконская секция также имеют небольшое количество исторических столбов с указанием числа миль, напечатанных на знаках овальной формы, в исторических местах. Эти специальные знаки были установлены в 1992 году по случаю 50-й годовщины шоссе. Часть Аляскинской трассы все ещё отмечена столбами с указанием числа миль с интервалом в одну милю (1,6 км), хотя они больше не отражают точного расстояния.
Исторические столбы с указанием числа миль все ещё используются жителями и фирмами вдоль шоссе для обозначения своего местонахождения, и в некоторых случаях также используются как почтовые адреса. 
При том, что преобладающее направление Юконской части шоссе широтное, т.е. запад-восток, жители, путешественники и правительство Юкона используют для начальной и конечной точек Юконской секции понятия «север» и «юг».